# Histoire des îles Vierges britanniques

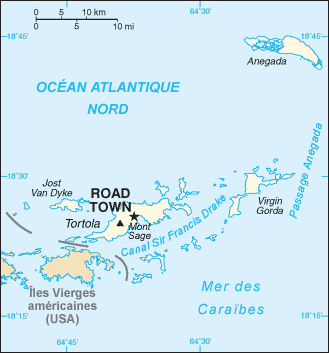
îles Vierges britanniques

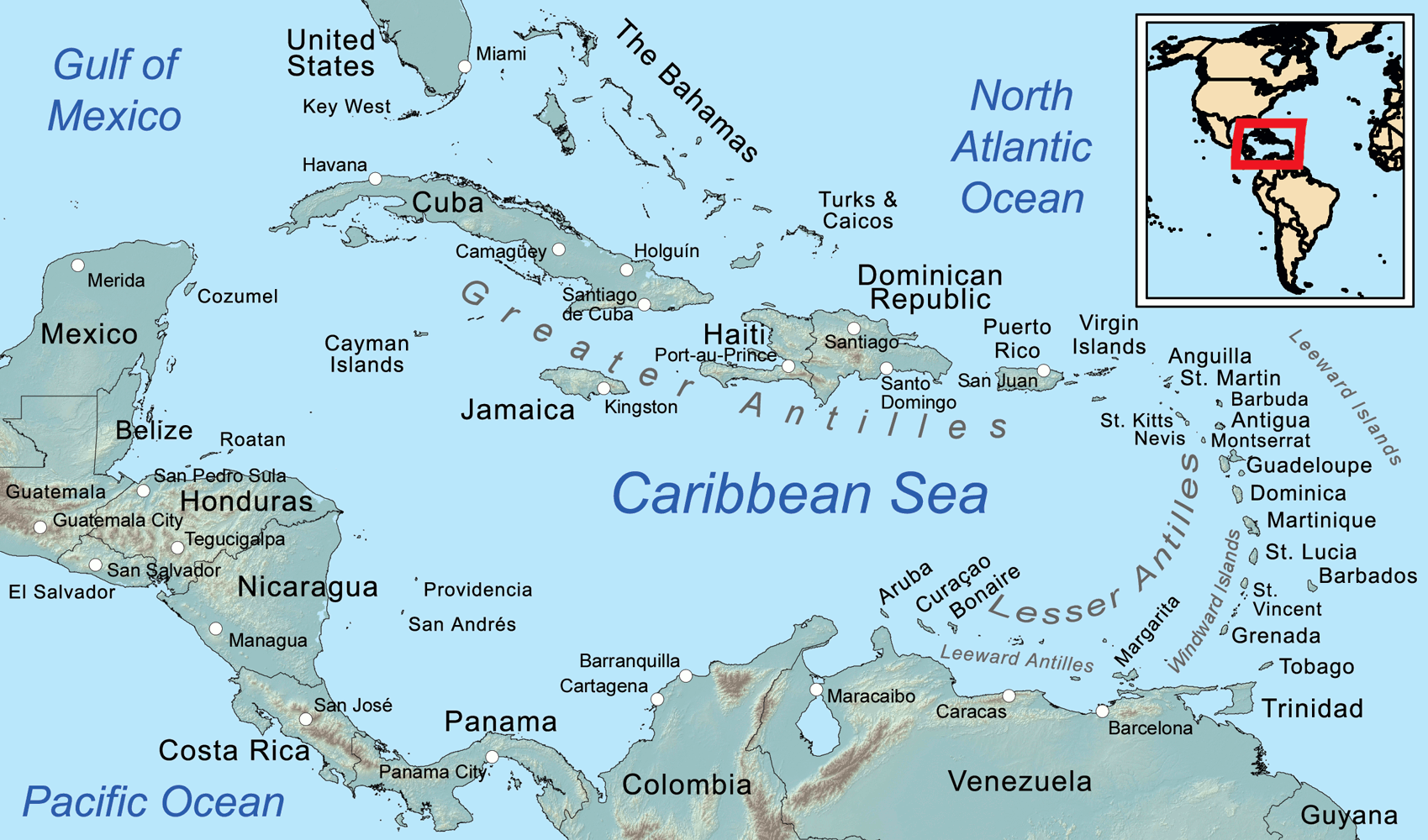
Espace caraïbe

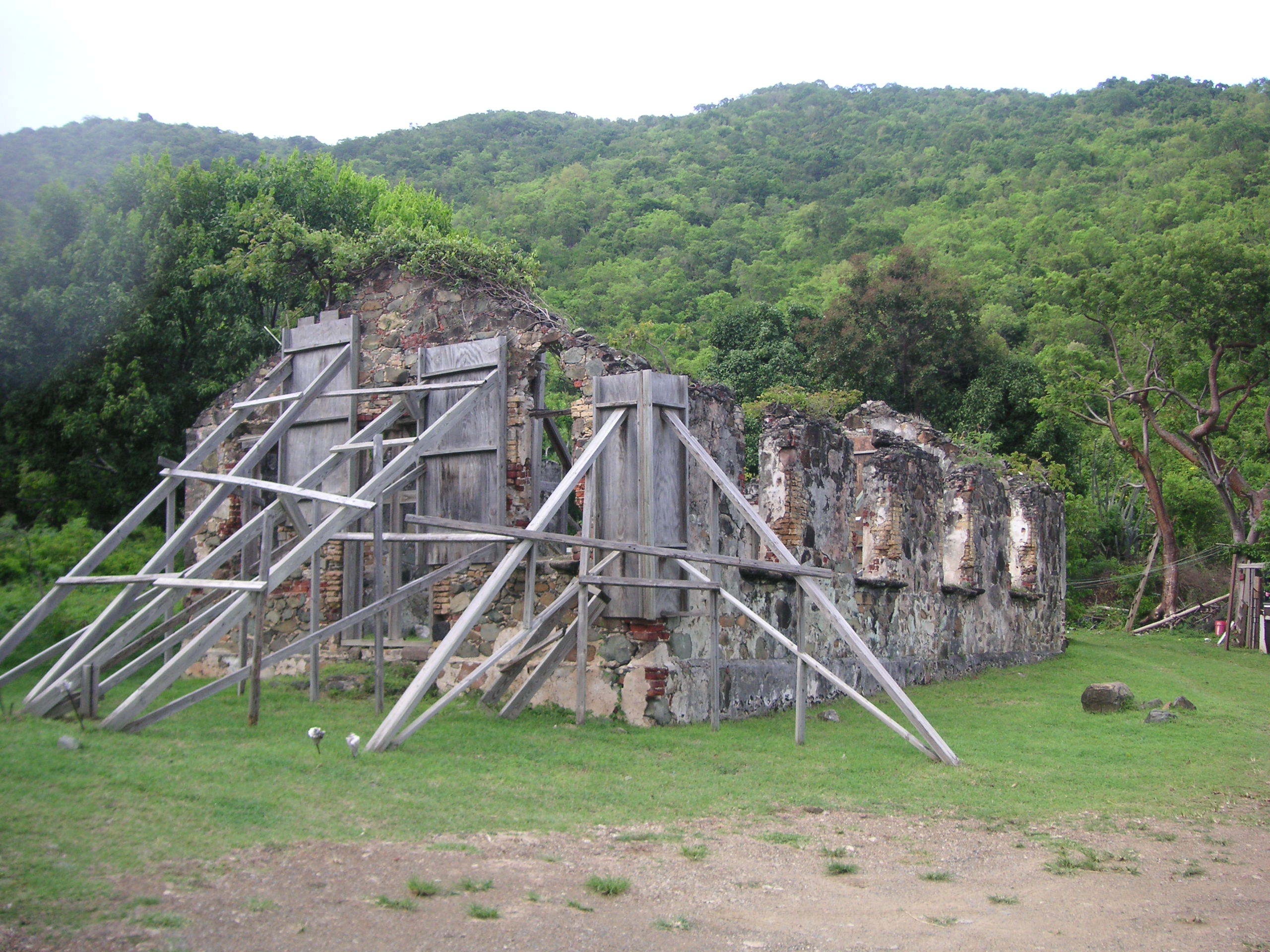
Les ruines de l'église Saint-Philipp sur Tortola sont l'un des plus importants vestiges historiques des îles.

L'histoire des îles Vierges britanniques est souvent découpée en cinq périodes :
1. La période précolombienne dont la date de commencement est incertaine ;
2. Les premiers établissements européens de 1612 à 1672 ;
3. La prise de contrôle par les Britanniques de 1672 à 1834 ;
4. L'émancipation de 1834 aux années 1950 ;
5. La situation contemporaine depuis les années 1950.

Ce découpage est uniquement basé sur des raisons pratiques. Toutefois, à partir de l'arrivée des premiers Européens, l'histoire des îles Vierges est marquée par des changements d'importance ce qui justifie le découpage à partir du XVIIe siècle.
L'archipel des Îles Vierges britanniques, situé à l'Est de Porto Rico, de 153 km2 est peuplé d'environ 35 000 habitants, parlant principalement anglais caribéen (en) (10 %) et/ou espagnol caribéen (es) (10 %) et/ou créole des Îles Vierges (en).

## Époque amérindienne
Le premier établissement humain sûr est celui des Indiens Arawaks qui viennent d'Amérique du Sud aux alentours du Ier siècle av. J.-C. Toutefois, la date exacte reste encore très débattue. Certains historiens plaçant l'arrivée de ces Indiens vers les années -200 tout en suggérant qu'ils aient pu être précédés par les Ciboneys qui ont colonisé l'île voisine de Saint-Thomas dès le IIIe siècle av. J.-C.. Certaines preuves laissent à penser que la présence amérindienne remonte au XVe siècle av. J.-C., toutefois, peu de chercheurs défendent l'idée d'un peuplement permanent des îles à cette époque.
Les Arawak peuplent l'île jusqu'au XVe siècle lorsqu'ils en sont chassés par les Kalinago (Caraïbes / Karib) venant des Petites Antilles. Toutefois, les chercheurs contestent l'idée trop stéréotypée selon laquelle les Caraïbes, un peuple de guerriers, auraient chassé les pacifiques Arawaks. L'histoire exacte serait bien plus complexe.
Quoi qu'il en soit, aucun des explorateurs européens ne trouve d'Amérindiens sur les îles Vierges à leur arrivée bien que Christophe Colomb ait pu faire face à des Caraïbes hostiles aux alentours de Sainte-Croix (une des îles Vierges américaines).

## Découverte, premières explorations européennes (1493-1670)

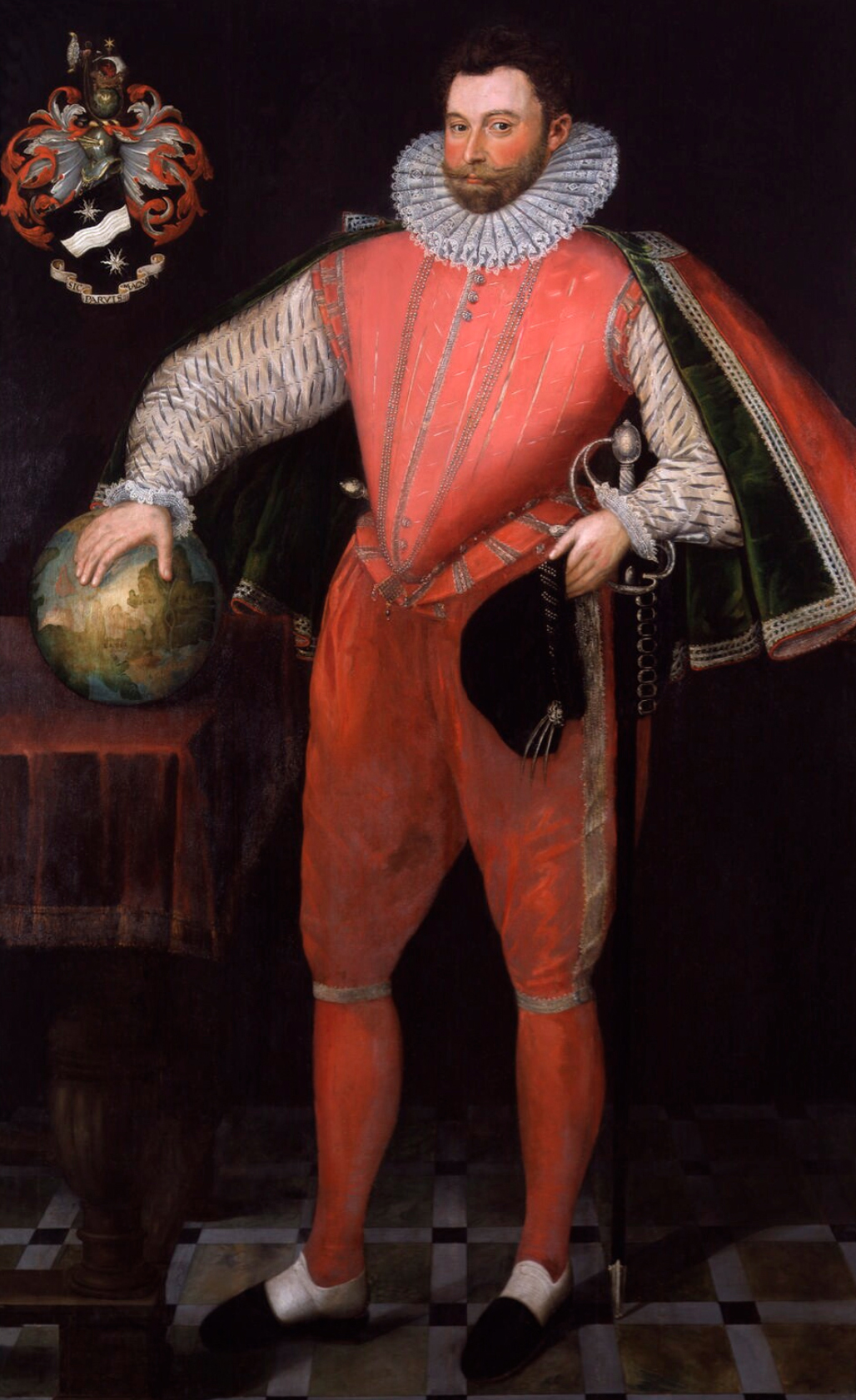
Francis Drake visite les îles quatre fois et donne son nom au principal bras de mer de l'archipel.

Christophe Colomb est le premier Européen à apercevoir les îles Vierges en 1493 lors de son deuxième voyage aux Amériques. Il leur donne le nom de Santa Ursula y las Once Mil Virgenes (Sainte Ursule et les onze mille Vierges) abrégé en Las Vìrgenes (les Vierges). En outre, Christophe Colomb baptise l'une des îles Virgin Gorda (la Grande Vierge) pensant à tort qu'elle est la plus grande île de l'archipel.
Du fait de la découverte de Christophe Colomb, les Espagnols se proclament les maîtres de l'archipel mais ne tentent pas d'affirmer leur souveraineté au travers d'une entreprise de colonisation. En 1508, Juan Ponce de León s'installe à Porto Rico et au vu des rapports espagnols de l'époque, il est possible que les îles Vierges soient utilisées comme lieu de pêche. Il est probable que seules les îles Vierges américaines soient concernées par cette pratique car ce sont les plus proches de Porto Rico.
En 1517, Sir Sébastien Cabot et Sir Thomas Pert explorent les îles après avoir exploré les eaux brésiliennes.
Sir John Hawkins explore les îles à trois reprises. Une première fois en 1542 puis en 1563 avec un navire rempli d'esclaves en direction d'Hispaniola. Lors de sa troisième visite, il est accompagné par le jeune capitaine Francis Drake.
En 1585, Drake retourne aux îles Vierges et il semble avoir jeté l'ancre dans le North Sound à Virgin Gorda avant de mener son attaque victorieuse contre Saint-Domingue. En 1595, Drake retourne sur l'archipel lors de son dernier voyage lors duquel il trouve la mort.
En 1598, le comte de Cumberland se sert des îles Vierges comme d'une base préparatoire à son attaque contre La Fortaleza à Porto Rico.
En 1607, plusieurs preuves montrent que John Smith se rend aux îles Vierges lors de l'expédition conduite par le capitaine Christopher Newport ayant pour mission de fonder une nouvelle colonie en Virginie.
À la même époque, le roi d'Angleterre (et d'Écosse) James Ier confie une charte au comte de Carlisle lui donnant pleine propriété de Tortola ainsi que d'Anguilla, de Semrera et d'Anegada. En 1628, il reçoit des lettres de même nature concernant la Barbade, Saint-Christophe et toutes les Caraïbes. Toutefois, il meurt peu de temps après et son fils, le 2e comte de Carlisle prête ces lettres à Lord Willoughby pour 21 ans en 1647. Néanmoins, rien n'est entrepris pour coloniser les îles Vierges.

### Premiers établissements néerlandais (1615-1650)

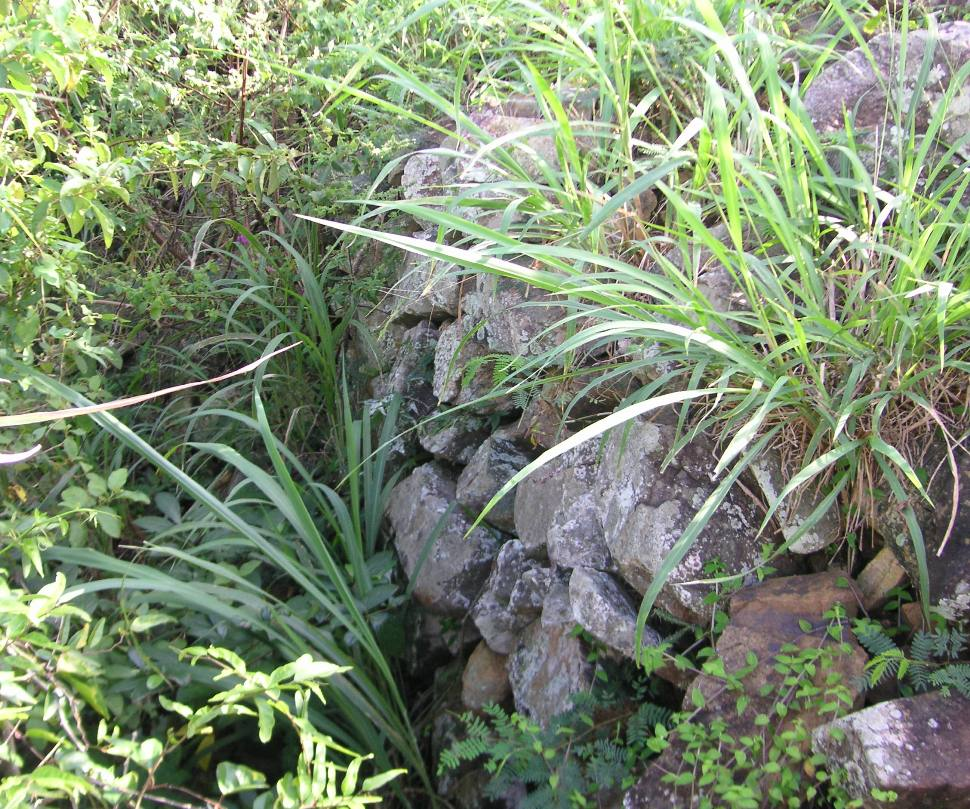
Les ruines du fort Charlotte construit sur le site d'un poste de guet bâti par les Néerlandais.

Le corsaire néerlandais Joost van Dyk met en place la première entreprise de colonisation sur les îles Vierges près de Soper's Hole, à l'ouest de Tortola. La date précise de son arrivée n'est pas connue mais en 1615, la colonie de van Dyk est mentionnée dans des sources contemporaines espagnoles relatant sa récente expansion. Il commerce alors avec les Espagnols présents à Porto Rico et cultive du coton et du tabac.
Plusieurs sources suggèrent que les Espagnols sont en fait les premiers à s'être installés de manière permanente sur les îles Vierges où ils auraient exploité le cuivre sur Virgin Gorda. Toutefois, aucune preuve archéologique ne vient étayer cette thèse et rien ne montre que le cuivre de Virgin Gorda fut exploité avant le XIXe siècle.
En 1625, la Compagnie néerlandaise des Indes occidentales reconnaît à van Dyk le statut de propriétaire privé de Tortola et déplace ses opérations à Road Town. La même année, van Dyk envoie de l'aide non-militaire à l'amiral néerlandais Boudewijn Hendricksz qui met alors à sac la ville de San Juan sur Porto Rico. En septembre 1625, les Espagnols lancent une attaque sur Tortola en représailles et mettent à bas les fortifications de l'île et détruisent la petite colonie. Joost Van Dyk se réfugie alors sur l'île qui porte aujourd'hui son nom. Après le départ des Espagnols, il se rend sur l'île de Saint-Thomas. Malgré l'hostilité espagnole, la compagnie néerlandaise des Indes occidentales continue à accorder une grande importance stratégique aux îles Vierges situées approximativement à mi-distance de leurs colonies en Amérique du Sud (aujourd'hui le Suriname) et du plus important établissement néerlandais en Amérique du Nord qu'est La Nouvelle-Amsterdam (aujourd'hui New York). De larges entrepôts en pierre sont construits à Freebottom près de Port Purcell (à l'est de Road Town) pour faciliter les échanges de cargos entre l'Amérique du Sud et l'Amérique du Nord.
À cette époque, les colons néerlandais érigent plusieurs levées de terres ainsi qu'un fort contenant trois canons au-dessus d'un entrepôt sur la colline où les Anglais construisent plus tard le Fort George. Ils construisent aussi une palissade en bois servant de poste de guet au-dessus de Road Town sur le site où est construit plus tard le Fort Charlotte. Enfin, ils envoient une garnison au « donjon » espagnol près de Pockwood Pond connu plus tard sous le nom de Fort Purcell.
En 1631, la compagnie néerlandaise des Indes occidentales commence à s'intéresser au cuivre (découvert sur Virgin Gorda) et établit une colonie sur l'île connue sous le nom de « Little Dyk's ».
En 1640, les Espagnols décident d'attaquer Tortola et un assaut y est mené par le capitaine Lopez. Deux autres attaques espagnoles dirigées par la capitaine Francisco Vincente Duran sont par la suite lancées contre l'île en 1646 et 1647. Lors de cette dernière, les Espagnols jettent l'ancre dans le Soper's Hole à West End avant d'y débarquer quelques éclaireurs. Dans le même temps, d'autres navires sont chargées de bloquer Road Harbour. Après que les éclaireurs sont revenus faire leur rapport, d'autres soldats sont débarqués avant de prendre d'assaut le Fort Purcell. Les Néerlandais sont alors massacrés et les soldats espagnols continuent leur progression vers Road Town où ils tuent les colons avant de détruire la colonie. Toutefois, il ne semble pas que les Espagnols aient attaqué les autres colonies situées à Baugher's Bay ainsi que l'établissement de Virgin Gorda.

### Déclin de la compagnie des Indes occidentales (1650-1700)
Peu à peu, les établissements néerlandais se montrent être des échecs économiques et il semble que les Néerlandais pratiquent bien plus les activités de corsaire que de marchands. L'absence de prospérité du territoire n'est en fait que la conséquence du déclin de la Compagnie des Indes occidentales. Cette dernière cherche alors à vendre les îles comme Tortola ou Virgin Gorda à des personnes privées qui en entretiendrait les colonies. L'île de Tortola est finalement vendue à Willem Hunthum dans les années 1650.
En 1665, les colons néerlandais de Tortola sont attaqués par des corsaires britanniques et John Wentworth capture alors près de 67 esclaves qui sont envoyés aux Bermudes. Ce chiffre est le premier concernant la population d'esclaves des îles Vierges. En 1666, des colons néerlandais sont chassés par l'afflux pirates britanniques. Toutefois, une part substantielle de Néerlandais reste sur l'île.

## La colonisation britannique
Les îles Vierges passent aux mains des Britanniques en 1672 après le déclenchement de la troisième guerre anglo-néerlandaise (1672-1674). L'archipel est alors définitivement perdu pour les Néerlandais. Les circonstances exactes de la prise de contrôle des îles Vierges britanniques par les Anglais sont toutefois inconnues. Il semble qu'en 1672, Willem Hunthum confie la protection de Tortola au colonel William Stapleton, le gouverneur-général britannique des Îles du Vent (îles Leeward). Le colonel Stapleton affirme pour sa part avoir pris le contrôle du territoire par la force peu après le déclenchement de la guerre.
Le colonel William Burt est envoyé à Tortola, dont il prend le contrôle au plus tard le 13 juillet 1672 (date à laquelle Stapleton mentionne la prise de l'archipel au Conseil du Commerce). Toutefois, Burt n'a pas suffisamment d'hommes pour défendre l'île mais avant de la quitter, il détruit les forts hollandais et déplacent leurs canons sur Saint-Christophe.
Le traité de Westminster de 1674 met fin à la guerre. Il prévoit entre autres que les Néerlandais puissent réclamer la restitution des îles Vierges mais les Néerlandais étant alors en guerre contre les Français, ils décident de ne pas remettre directement la main sur l'archipel de peur que la marine française ne s'en empare. Malgré la faible valeur économique des îles, les Britanniques sont réticents à restituer l'archipel car celui-ci est d'une importance stratégique certaine. Ainsi, à la suite de négociations, prolongées, des ordres sont transmis à Stapleton lui intimant de rester maître de Tortola et des îles situées à proximité.
Avec la fin de la guerre franco-néerlandaise en 1678, les Hollandais reportent leur attention sur Tortola, mais il faut attendre 1684 pour que l'ambassadeur néerlandais, Arnout van Citters, demande formellement la restitution de Tortola, non pas en vertu du traité de Westminster mais en s'appuyant sur les droits privés de la veuve de Willem Hunthum. Il affirme que l'île n'a pas été conquise par les Britanniques mais qu'elle leur a été confiée. Ainsi, l'ambassadeur fournit une lettre de Stapleton promettant la restitution de l'île pour appuyer sa requête.
À cette date (1686), Stapleton, en fin de mandat, est déjà sur la route du retour en Angleterre. Les Néerlandais demandent alors à Stapleton de mettre en lumière le décalage entre son affirmation d'avoir conquis l'île et la lettre qu'il a signée indiquant qu'il remettrait l'île aux Néerlandais : après son explication, une décision serait rendue. Toutefois, Stapleton se rend d'abord en France pour se soigner, mais il y meurt. Néanmoins, cela ne bloque pas le processus de restitution, car, en vertu du traité de Westminster, les autres territoires pris aux Néerlandais dans les Caraïbes ont déjà tous été rendus. Ainsi, en août 1686, l'ambassadeur néerlandais est avisé par les Britanniques que Tortola va être rendu aux Pays-Bas et que des instructions allant dans ce sens ont été envoyées à Nathaniel Johnson, le nouveau gouverneur des îles Leeward.
Toutefois, les Néerlandais ne récupèrent jamais leur souveraineté sur les îles Vierges britanniques. En effet, Johnson a reçu pour instruction de remettre l'île à toute(s) personne(s) disposant d'une autorisation ou d'une autorité suffisante pour prendre le contrôle de l'île. Or, la plupart des anciens colons néerlandais ont quitté l'archipel après avoir perdu tout espoir d'une restauration néerlandaise. De plus, aucun représentant officiel de la Couronne néerlandaise ou d'aucun autre organe du gouvernement n'est présent dans l'archipel pour le réclamer et de facto, Johnson conserve le contrôle des îles.
En novembre 1696, Sir Peter van Bell réclame de nouveau l'île de Tortola au nom de Sir John Shepheard, un marchand de Rotterdam qui prétend avoir déjà réclamé l'île en échange de 3 500 florins néerlandais le 21 juin 1695. Shepheard est originaire du margraviat de Brandebourg et la possibilité que Tortola passe aux mains du Brandebourg n'a pas été étudiée par le traité de Westminster. La demande brandebourgeoise est repoussée par les Anglais qui se basent sur le fait que Stapleton a bien conquis Tortola et ne l'a pas reçue. Cet évènement fait toutefois naître une pratique consistant à expédier toutes les demandes concernant la propriété de Tortola au gouverneur Codrington qui doit ensuite les examiner. Codrington a volontiers apprécié les risques de la mise en place d'un avant-poste commercial brandebourgeois sur Tortola à l'image de celui déjà existant sur Saint-Thomas. De même, en 1690, les Brandebourgeois ont construit un avant-poste pour le commerce d'esclave sur l'île Saint-Pierre avant d'être abandonnés. Comme dit précédemment, il existe un avant-poste sur l'île Saint-Thomas mais dont les activités sont restreintes au commerce d'esclaves et non à l'agriculture par exemple. Après que les Brandebourgeois ont de nouveau réclamé l'île, les négociations s'intensifient à nouveau, mais les Britanniques mettent de nouveau en avant le fait que Tortola a bien été conquise (et leur appartient donc) et proclament aussi (à tort mais apparemment involontairement) qu'ils ont été les premiers découvreurs de l'île. Enfin, au cours des négociations, les Britanniques reprennent connaissance de deux anciennes demandes. La lettre de patente de 1628 au comte de Carlisle et un ordre du roi en date de 1694 chargé d'empêcher toute installation étrangère sur les îles Vierges. En février 1698, Codrington proclame qu'au regard de cet ordre, les Britanniques ne prendront plus en considération une quelconque proclamation concernant l'archipel des îles Vierges.

### Les limites géographiques du territoire

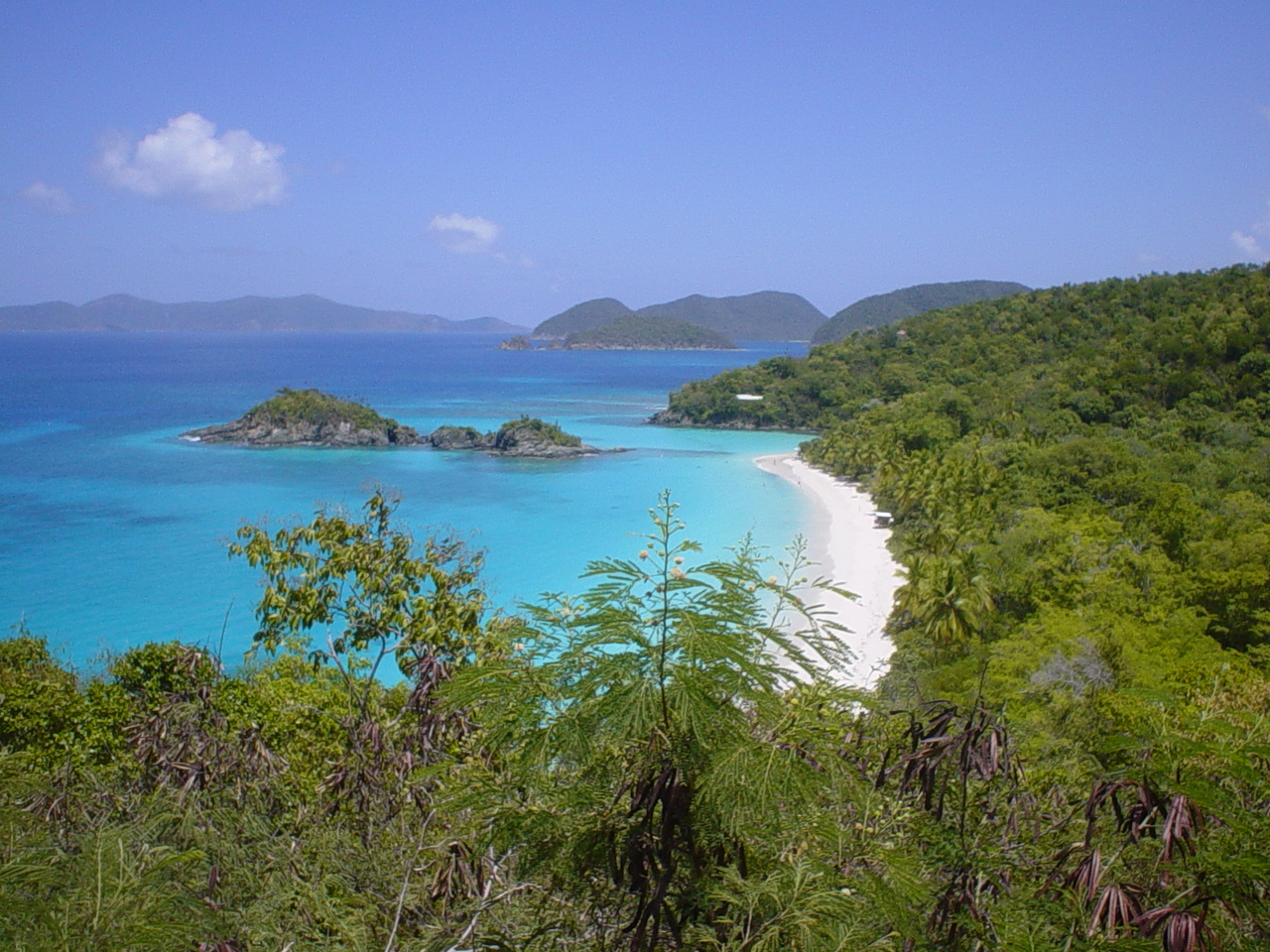
L'île de Saint John dont les Anglais prétendaient être les maîtres ne fut jamais colonisée par ces derniers : ils mirent fin à leurs revendications en 1718.

Bien que les îles de l'actuel territoire des îles Vierges britanniques passent sous le contrôle anglais en 1672, plusieurs autres îles de la région passent aux mains de la Couronne britannique durant les décennies suivantes sans pour autant faire partie du territoire des îles Vierges britanniques. Voici la liste de ces îles appartenant aujourd'hui aux îles Vierges des États-Unis :
- Saint-Thomas. Cette île dont la souveraineté est initialement réclamée par les Anglais devient le théâtre d'une querelle avec les Danois en 1717 car ces derniers veulent s'y établir. À la différence de la compétition autour de Tortola, celle autour de Saint-Thomas s'installe dans la durée. La demande danoise est en effet vigoureuse. À la suite du traité d'alliance et de commerce qu'ils ont signé avec les Anglais en 1670, ils ont pu fonder la Compagnie danoise des Indes occidentales en 1671 dont la charte lui permet de prendre possession et d'occuper les deux îles (Saint-Thomas et Saint John dont le cas est étudié ci-dessous). Le 25 mai 1672, les Danois prennent ainsi possession de Saint-Thomas et découvrent qu'elle a été abandonnée par ses occupants britanniques quelques semaines auparavant. Les Anglais peuvent alors difficilement contester la présence danoise sur l'île.

- Saint John. Cette île fait l'objet d'une importante dispute entre Danois et Anglais tout juste après que celle de Saint-Thomas ne s'est enclenchée. En effet, le 23 mars 1718, les Danois décident de coloniser Saint John. Walter Hamilton, le gouverneur des îles Leeward réagit immédiatement. Il envoie le HMS Scarborough sur place. Une période de négociations tendues commence alors mais les Danois refusent finalement de quitter l'île et les Anglais se décident à ne pas utiliser la force pour s'en emparer. En vérité, les Britanniques s'intéressent plus à Sainte-Croix qu'à Saint John car ils sont persuadés que les Danois vont bientôt la convoiter.

- Sainte-Croix (ou Saint-Cruz comme elle était appelée à l'époque) devient effectivement rapidement l'objet des convoitises danoises. En 1729, ils demandent l'obtention de la souveraineté sur l'île. Ils se basent sur le fait qu'elle leur a été vendue par les Français. En effet, Sainte-Croix est durant près d'un siècle habitée par des colons venant de différents pays européens avant que ces derniers n'en viennent à s'opposer. Le gouverneur britannique est alors tué et les Anglais expulsent sommairement les Néerlandais tandis que les Français sont envoyés à leur demande en Guadeloupe. Les Britanniques deviennent donc les seuls maîtres de l'île. Toutefois, en 1650, les Espagnols envahissent l'île en partant de Porto Rico et les Britanniques doivent se rendre. Un peu plus tard dans l'année, les Néerlandais décident de revenir sur l'île pensant à tort que les Espagnols l'ont quittée pour revenir à Porto Rico. Les Hollandais sont tous capturés ou tués alors qu'ils essaient de coloniser l'île. Un peu plus tard, le gouverneur-général des Antilles françaises décide de lancer une attaque sur l'île à ses frais pour en chasser les Espagnols. Toutefois, s'il réussit à prendre le contrôle de l'île, il ne peut y établir de colonies et il confie l'île au grand-maître de l'ordre de Malte en 1653. En 1665, Sainte-Croix est vendue à la Compagnie française des Indes occidentales et à la suite de l'écroulement de celle-ci en 1674, le roi de France proclame que l'île appartient à la couronne de France bien qu'elle soit ensuite abandonnée du fait de l'échec économique de la colonie. En mai 1733, les Français veulent vendre l'île à la Compagnie danoise des Indes occidentales mais la question de la date exacte de l'abandon de l'île par les Français se pose. Si les Français ont effectivement abandonné l'île en 1695 comme ils l'assurent, elle était française lors de la signature du traité. Toutefois, si les Français ont abandonné l'île en 1671 comme les Anglais le prétendent (c'est-à-dire avant le traité de 1686), Sainte-Croix serait une paisible colonie britannique. Finalement, les Français trouvent les preuves leur permettant de défendre leurs positions alors que les Anglais en sont dénués. Ces derniers décident donc de ne pas s'opposer à la vente française de l'île aux Danois.

Finalement, les Britanniques conquièrent l'ensemble de ces îles en mars 1801 lors des guerres napoléoniennes avant de les rendre aux Danois lors du traité d'Amiens de mars 1802. Elles sont reprises en décembre 1807 avant d'être rendues définitivement lors du traité de Paris de 1815. Par la suite, elles restent sous le contrôle des Danois jusqu'en 1917, date de leurs ventes aux États-Unis pour 25 millions de dollars américains avant d'être renommées îles Vierges américaines.
- L'île de Vieques (ou l'île du Crabe) est périodiquement occupée par les Britanniques mais à chaque fois, ils en sont chassés par des soldats espagnols venant de Porto Rico. Au début du XVIIIe siècle, les autorités coloniales décident de rapatrier les colons britanniques sur l'île de Saint-Christophe. Ironiquement, un siècle plus tard et avec l'émancipation d'un grand nombre d'esclaves, ces derniers partent sur Vieques pour y travailler en tant qu'hommes libres alors que l'île est encore esclavagiste.

En général, les relations avec les Danois contrôlant les territoires des actuelles îles Vierges américaines sont tendues dès le début. Les Danois s'installant continuellement sur les îles alentour pour y récolter du bois en violation de la souveraineté anglaise sur ces îles. De surcroît, les navires britanniques échoués à Saint-Thomas sont soumis à une taxe exorbitante pour leur renflouage. Enfin, Saint-Thomas devient un repaire pour les pirates et les corsaires contre lesquels le gouverneur danois ne peut (ou ne veut) rien faire. Lors de la Guerre de Succession d'Espagne, les Danois se placent du côté des colonies françaises et permettent aux Français de vendre les navires britanniques capturés à Charlotte-Amélie. En outre, les invasions britanniques des îles au début du XIXe siècle ne contribuent sûrement pas à améliorer les relations. Enfin, dans les années qui suivent, l'envoi et la vente illégales d'esclaves par les habitants de Saint-Thomas exaspèrent les autorités britanniques.

### Loi et maintien de l'ordre
Même après la prise de contrôle totale du territoire par les Britanniques, la colonisation reste lente. Les colons vivent dans la peur d'une attaque espagnole et de l'échec des efforts diplomatiques pouvant conduire à la conquête des îles par d'autres puissances coloniales (à l'image de l'Île de Sainte-Croix). Les raids espagnols en 1685 et les négociations ultérieures entre les Néerlandais et les Britanniques à propos du sort des îles conduisent à l'abandon virtuel de la population des îles. De 1685 à 1690, la population des îles Vierges britanniques se réduit à seulement deux personnes (Jonathan Turner et sa femme). En 1690, la population bondit pour atteindre la quarantaine d'habitants puis la cinquantaine en 1696.
À partir de 1678, les Britanniques nomment un gouverneur adjoint ayant autorité sur le territoire des îles Vierges ainsi que les îles de Saint-Eustache et Saba jusqu'à ce que ces deux dernières soient conquises par les Néerlandais. Le rôle de ce personnage est vague. Il ne possède aucun pouvoir législatif, exécutif ou judiciaire. Il est encouragé à nommer un gouverneur local qui lui est subordonné mais ce dernier est souvent l'objet de contestations car il est difficile de trouver un homme ayant l'assentiment de la population et pouvant ainsi la contrôler. En 1709, le gouverneur Parke note qu'« ils vivent comme des hommes sauvages sans lois ou gouvernement et n'ont ni Dieu ni Législateur au-dessus d'eux ».

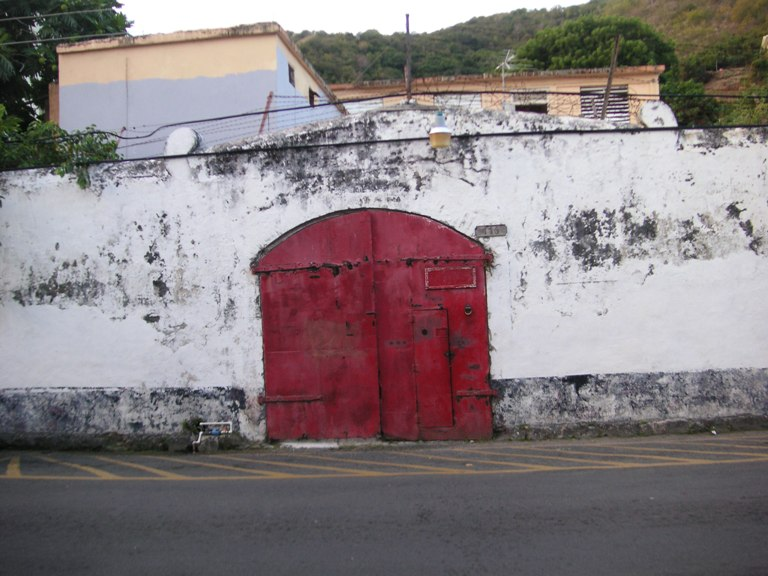
La vieille prison de Road Town est utilisée jusqu'en 1996. Elle est bâtie sur l'emplacement d'une prison plus ancienne au milieu du XIXe siècle.

En réalité, il faut attendre 1773 pour que les îles Vierges bénéficient de leur propre législature. L'incertitude de la souveraineté britannique et la position ambivalente de la Couronne quant au sort du territoire ont une influence sur les premiers habitants de l'île. Durant des années, seuls les débiteurs des autres îles, les pirates et ceux fuyant la loi sont prêts à prendre le risque de s'installer aux îles Vierges. La majorité des écrits sur les îles de la part de visiteurs occasionnels la présente comme un lieu manquant de loi, d'ordre et de piété.
Le territoire est doté d'une assemblée législative le 27 janvier 1774 mais il faut plus d'une décennie pour que le cadre constitutionnel soit échafaudé. Une partie du problème réside dans le faible nombre d'habitants de l'île qui rend presque impossible la constitution de l'ensemble des organes nécessaires à un gouvernement. En 1778, George Suckling est envoyé sur l'île pour y prendre son poste de chef de la justice du territoire des îles Vierges. Finalement, il faut attendre le Court Bill de 1783 pour qu'une cour de justice soit fondée. Malgré tout, les habitants s'assurent que Suckling ne puisse pas prendre son poste et les îles, si elles disposent d'une cour n'ont pas de juge. Suckling finit par quitter le territoire sans avoir jamais pris sa fonction le 2 mai 1788. Il est alors appauvri et aigri. Son départ est dû aux machinations des habitants qui voient avec crainte la possibilité pour leurs créditeurs de poser des recours si la cour est fonctionnelle. Suckling décrit de façon franche sa vision du droit et de l'ordre dans les îles Vierges en décrivant les habitants de Tortola comme « dans un état d'agitation anarchique. La vie, la liberté et la propriété sont toutes les heures livrées aux insultes et à la déprédation d'une foule violente dénuée de lois. L'autorité du Conseil de sa Majesté, garant de la paix, est défiée et ridiculisée... ».
Près de 100 ans après que le gouverneur Parke a exprimé son point de vue, un de ses successeurs présente une vision proche de la sienne. Lors de sa nomination en 1810, le gouverneur George Elliot est marqué par l'« état de décomposition voire d'anarchie » du territoire. Writer Howard, un agent vendant un navire esclavagiste ayant fait naufrage à Tortola en 1803 note que celle-ci est « presque la plus misérable et la plus malfamée de toutes les possessions britanniques. Cette partie malsaine du globe semble encombrée de chaque description des personnes à l'exception des honnêtes ».

### Établissement des quakers (1727-1768)
Bien que la colonisation par les membres de la Société religieuse des Amis (surnommés quakers), soit brève et peu nombreuse, elle a une influence importante sur l'histoire des îles Vierges pour deux raisons. D'abord, l'opposition affirmée des quakers à l'esclavage contribue à améliorer le statut des esclaves au sein des îles Vierges (ainsi, le propriétaire d'esclaves Arthur William Hodge (en) est pendu pour en avoir tué un). Par rapport au reste des Caraïbes, la situation des esclaves est donc relativement correcte. Ensuite, malgré leur faible nombre, les quakers fournissent un grand nombre de personnages historiquement importants aux îles Vierges comme John C. Lettsome, William Thornton, Samuel Nottingham ou encore Richard Humphreys.
Certaines sources affirment qu'Arthur Penn, le frère de William Penn, est un ancien membre de la communauté quaker des îles Vierges britanniques. Toutefois, cela semble improbable car ses années d'existence sont peu compatibles avec celles de la présence des quakers sur les îles. De plus, l'histoire des quakers étant particulièrement bien documentée, il est peu probable qu'il ne soit pas fait mention d'un membre d'une si prestigieuse famille si celui-ci avait fait partie de la communauté.

### Fortifications

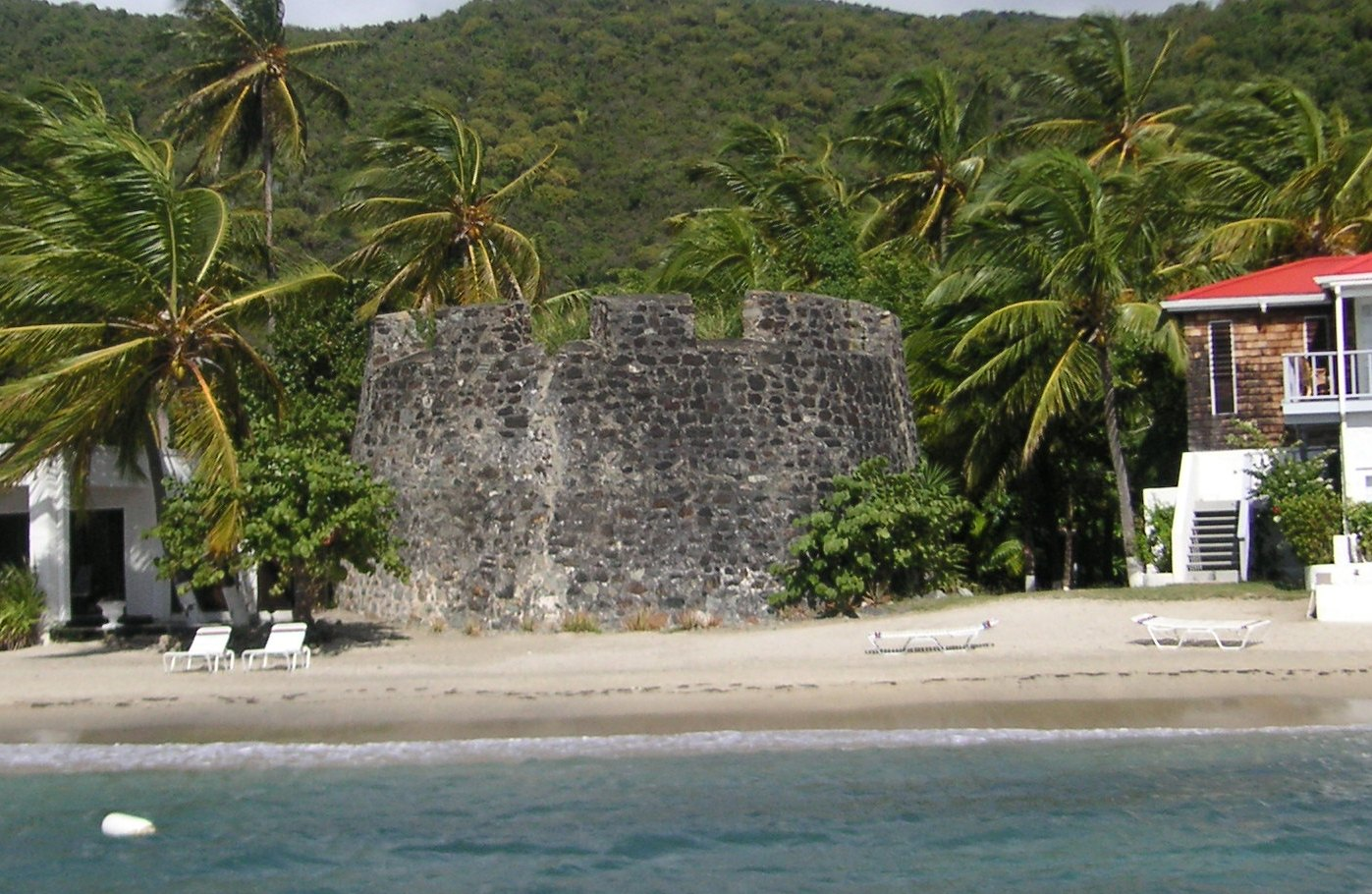
Fort Recovery.

Entre 1760 et 1800, les Britanniques améliorent grandement les défenses de leur territoire. Habituellement, ils se servent de l'emplacement des anciens forts néerlandais et y ajoutent des canons comme à Fort Charlotte, Fort George, Fort Burt ou Fort Recovery tandis qu'un nouveau fort est construit au centre de Road Town. Enfin, à l'image des traditions de l'époque, les propriétaires de plantation sont censés fortifier leurs propres possessions, ainsi en est-il de Fort Hodge ou de Fort Purcell.

## L'économie esclavagiste
À l'image des autres îles de la Caraïbe, l'esclavage occupe une grande importance dans l'histoire des îles Vierges britanniques. Un auteur a ainsi dit que « l'un des aspects les plus importants de l'histoire des îles Vierges britanniques est l'esclavage ». À Tortola et dans une moindre mesure à Virgin Gorda, des propriétaires de plantations viennent s'y installer et le commerce des esclaves y devient donc rapidement essentiel. Tout au long du XVIIIe siècle, la population d'esclaves connaît une forte croissance. En 1717, 547 personnes de couleur noire sont présentes sur les îles (tous sont supposés être des esclaves), en 1724, ils sont 1 430 et en 1756, ils sont 6 121. L'augmentation du nombre d'esclaves est largement lié au développement de l'économie des îles à cette époque.

### Révoltes des esclaves
Les révoltes sont communes dans les îles Vierges tout comme dans les autres régions des Caraïbes. La première d'importance se déroule en 1790 au sein des terres d'Isaac Pickering. Elle est rapidement écrasée et son chef exécuté. La révolte avait pour origine la propagation d'une rumeur selon laquelle la liberté aurait été garantie aux esclaves en Angleterre. Cette rumeur entraîne par la suite de nouvelles révoltes. Celles-ci interviennent en 1823, 1826 et 1830 mais elles sont à chaque fois rapidement réprimées.
La révolte la plus importante intervient probablement en 1831. Le plan des esclaves est alors de tuer tous les hommes blancs des îles Vierges avant de s'échapper vers Haïti (qui est alors la seule république noire libre du monde) en bateau avec les femmes blanches. Bien que le plan reste confus, il cause une grande panique et une aide militaire est envoyée de Saint-Thomas. Un grand nombre de comploteurs (ou considérés comme tel) sont exécutés.
C'est sans grande surprise que les incidents impliquant des esclaves augmentent après 1822. En 1807, le commerce des esclaves est aboli. Dès lors, les esclaves encore existants sont forcés de continuer à vivre dans la servitude. La Royal Navy patrouille dans l'Océan Atlantique et capture les navires esclavagistes avant de libérer les esclaves à bord. Dès 1808, des centaines d'Africains libérés sont débarqués à Tortola par la marine où ils servent pendant 14 ans comme apprentis avant de devenir complètement libres. Cela entraîne un fort sentiment de jalousie parmi les esclaves encore existants qui voient cette situation comme profondément injuste.

## Émancipation (1834)

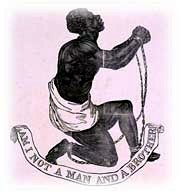
Pamphlet contre l'émancipation datant de 1815.

L'abolition de l'esclavage intervient le 1er août 1834 et depuis lors, cette date est fêtée par trois jours fériées chaque année les 1ers lundi, mardi et mercredi du mois d'août. L'acte d'émancipation libère 5 792 esclaves au sein des îles Vierges, à quoi s'ajoutent pas loin de 2 000 Noirs déjà libres. En outre, l'abolition est progressive. Les esclaves libérés ne sont pas directement affranchis mais deviennent des apprentis forcés durant quatre ans pour les esclaves ayant servi dans des demeures et six ans pour les esclaves ayant servi dans des champs. Les conditions de cet apprentissage forcé les contraint à fournir 45 heures de travail impayées durant une semaine à leurs anciens maîtres. De plus, ils ne peuvent quitter la résidence de leurs maîtres sans sa permission. Le but était de supprimer progressivement la dépendance envers le travail des esclaves plutôt que de révolutionner d'un seul coup le système économique du territoire. Le Conseil intervient plus tard pour réduire cette période de travail forcé à quatre ans pour l'ensemble des esclaves pour calmer les protestations croissantes des anciens esclaves ayant travaillé dans les champs.

### Déclin de l'industrie sucrière (1837-1852)

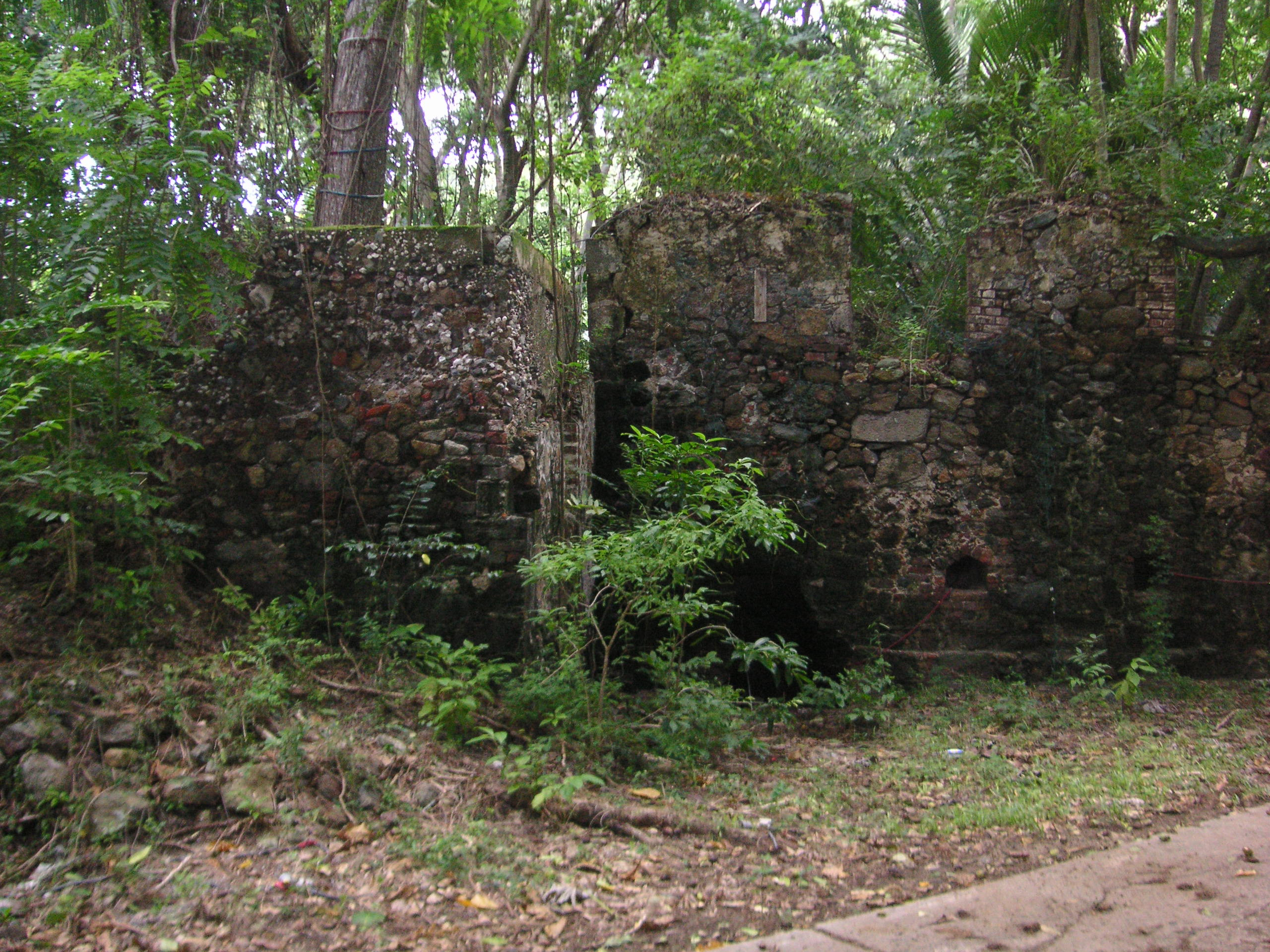
Une usine de l'industrie sucrière abandonnée et en ruines à Brewer's Bay.

Une vision classique de l'histoire des îles Vierges tend à montrer que l'économie du territoire décline fortement après l'abolition de l'esclavage. Bien que cette vision soit vraie, elle ne met pas en avant la pluralité de facteurs intervenant dans ce déclin. En 1834, l'économie des îles est basé sur deux cultures, le sucre et le coton. Or, c'est le coton qui est l'exportation la plus lucrative. Peu de temps après l'abolition de l'esclavage, les îles Vierges sont frappées par une série d'ouragans alors même qu'il n'existe à cette date aucun moyen de les prévenir. Dès lors, leurs effets sont dévastateurs. L'ouragan de 1837 a des conséquences particulièrement sévères puisqu'il a détruit 17 bâtiments liés à l'industrie sucrière. D'autres ouragans frappent en 1842 et 1852 puis en 1867 et 1871. Enfin, entre 1837 et 1847, les îles doivent faire face à une sécheresse sévère qui abîme fortement les plantations de sucres.
En outre, la promulgation du Sugar Duties Act par le Royaume-Uni en 1846 aggrave la situation économique. En effet, ce texte égalise les taxes sur l'importation de sucres dans les colonies britanniques. La suppression des distorsions du marché a pour effet la chute des prix et porte un coup supplémentaire aux plantations des îles Vierges britanniques. En 1846, l'entreprise de commerce et de transactions Reid, Irving & Co. s'effondre. Elle possède alors 10 installations sucrières dans les îles Vierges qui emploient 1 150 personnes. Toutefois, les réels effets économiques de cet effondrement sont plus profonds car l'entreprise servait aussi de banque dans le territoire permettant à la compagnie de se servir des avances comme crédit. De plus, la compagnie représente la seule ligne de communication directe entre les îles et le Royaume-Uni. À la suite de son effondrement, les messages doivent être envoyés via Saint-Thomas et Copenhague.

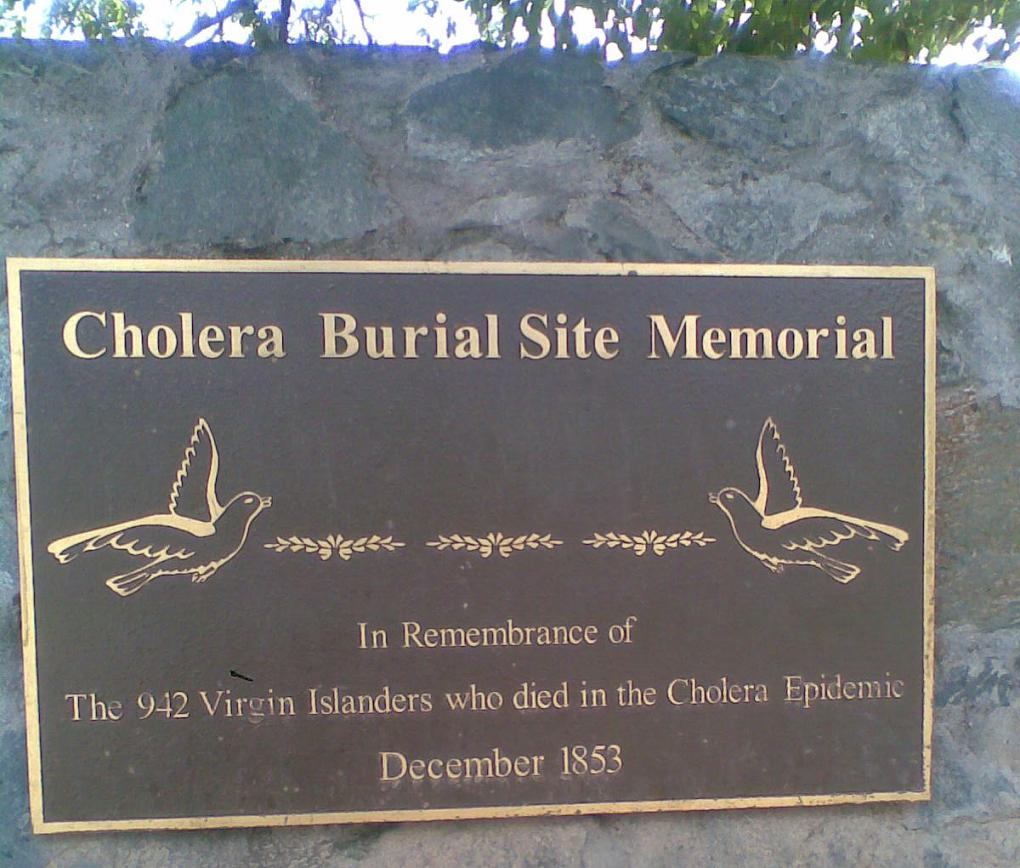
Mémorial commémorant l'épidémie de choléra.

En 1848, Edward Hay Drummond Hay, le président des îles Vierges britanniques note que « il n'y a plus dans les îles Vierges de propriétaires qui ne soient pas gênés par le manque de capital ou de crédit leur permettant de soutenir des méthodes cultivatrices plus efficaces ».
En décembre 1853, une désastreuse épidémie de choléra se déclenche dans les îles Vierges qui tue près de 15 % de la population. Elle est suivie peu après par une épidémie de variole qui touche Tortola et Jost Van Dyke en 1861 qui tue 33 personnes.
Jusqu'en 1845, la valeur du sucre exporté des îles Vierges varie mais est en moyenne de 10 000 £ par an lors des dix dernières années. À l'exception de 1847 (une année exceptionnellement bonne), la moyenne des dix années suivantes est de 3 000 £. En 1852, elle chute à 1 000 £ et ne remonte plus. Bien que cette évolution soit désastreuse pour l'île comme le montre Isaac Dookhan, cela signifie aussi que la valeur de la terre s'effondre fortement et permet à la nouvelle communauté noire libre d'acheter des terres. Ce phénomène permet d'asseoir la base d'une future économie agricole aux îles Vierges britanniques.

### L'insurrection de 1853
Peu de temps après l'émancipation, la communauté noire s'attendait à plus de reconnaissance puisqu'elle avait participé au développement économique pour presque rien et dans des conditions inhumaines plus elle s'aperçoit vite que la prospérité ne la concerne que peu. Le déclin économique des îles a conduit à l'augmentation du fardeau des taxes ce qui suscite le mécontentement que ce soit chez les anciens esclaves ou chez les autres résidents de l'île.
En 1848, des troubles secouent l'île. Les raisons de ceux-ci sont multiples. Une révolte des esclaves intervient à Sainte-Croix qui entraîne un vaste mouvement de ferveur populaire dans les îles Vierges britanniques mais la population libre de Tortola s'intéresse plus à deux autres problèmes : la nomination aux postes publics et la répression de la contrebande. En effet, bien que 16 personnes de couleur travaillent à des postes publics à Tortola, toutes sont étrangères aux îles à l'exception d'une seule. En outre, lors de la période de déclin économique des îles, la contrebande est une des rares sources lucratives d'emploi et les lois venant imposer de sévères pénalités financières (et des travaux forcés pour ceux ne payant pas) sont impopulaires. La colère des marchands est donc dirigée contre les magistrats et notamment contre Isidore Dyett. Toutefois, ce dernier jouit d'une importante popularité parmi la population rurale car il les protège contre les planteurs peu scrupuleux. Les meneurs de l'insurrection pensent alors que leurs attaques vont mener à une révolte générale mais le fait de choisir Dyett comme cible les prive du soutien populaire et les troubles finissent par s'estomper.
Toutefois, la révolte de 1853 est bien plus sérieuse et elle a des conséquences bien plus importantes et à bien plus long terme. Les taxes et les questions économiques sont à l'origine de ces troubles. En mars 1853, Robert Hawkins et Joshua Jordan, deux missionnaires méthodistes, font une pétition à l'assemblée pour être libérés de taxes. L'Assemblée refuse et Jordan répond alors « Nous lèverons le peuple contre vous ». Les réunions suivantes ne font que traduire le renforcement du mécontentement général. Peu après, en juin 1853, la législature fait passer une taxe par tête pour le bétail. En outre, il est décidé peu judicieusement de faire entrer en application cette loi à partir du 1er août, l'anniversaire de l'émancipation. Or, le poids des taxes touche particulièrement la communauté rurale de couleur. Le jour de l'adoption de la réforme, aucune protestation violente est à signaler et il a été suggéré que les révoltes futures auraient pu être évitées si le Parlement avait été plus prudent dans la mise en application de la loi. Toutefois, le contexte historique de l'époque laisse aussi penser que la révolte était imminente et qu'elle n'avait besoin que d'une étincelle pour se déclencher.
Le 1er août 1853, un grand nombre de laboureurs se rendent à Road Town pour protester contre la nouvelle taxe. Or, au lieu de se montrer conciliantes, les autorités proclament immédiatement le Riot Act et arrêtent deux personnes. Les violences ne font alors que s'accroître et plusieurs magistrats et policiers sont sévèrement blessés. Une grande partie de Road Town est brûlée et plusieurs bâtiments de plantations sont détruits tout comme les bâtiments de l'industrie sucrière tandis que les champs de canne à sucre sont brûlés. La presque totalité de la population blanche fuit à Saint-Thomas et si le président John Chads fait preuve de courage, il manque de jugement et de tact. Le 2 août, il se rend à une réunion de 1 500 à 2 000 manifestants, mais tout ce qu'il propose de faire est de transmettre leurs revendications au Parlement qui ne pouvait se réunir car ses membres ont fui. Le même jour, un protestant est tué (le seul mort des émeutes) ce qui ne contribue à guère à faire baisser les tensions. Le 3 août, les seuls Blancs encore sur l'île sont le président John Chads, un missionnaire méthodiste, le médecin de l'île et le percepteur des douanes.
Finalement, la révolte est réprimée grâce au soutien militaire de Saint-Thomas et à l'envoi par le gouverneur des îles Leeward de soldats stationnés à Antigua. Vingt meneurs de la révolte sont condamnés à de lourdes peines d'emprisonnement et trois sont emprisonnés.

### « Déclin et désordre »
La période qui suit les révoltes de 1853 est décrite par un historien comme une période de « déclin et de désordre ». Certains commentateurs ont suggéré que la population blanche refuse de revenir sur les îles mais cette affirmation est exagérée. Si la plupart des Blancs ne reviennent pas sur l'île où leurs possessions ont été détruites, certains sont revenus et ont reconstruit leurs habitations. Toutefois, cette nécessité de rebâtir de nombreux bâtiments couplée au climat d'incertitude engendré par la révolte et à la conjoncture économique délétère déjà existant ont contribué à produire un profond climat de dépression qui met près d'un siècle à se dissiper. Ainsi, il faut deux années complètes avant des écoles ne rouvrent sur l'île.
Toutefois, les tensions au sein de l'archipel ne disparaissent pas, les émeutes locales sont houleuses et un grand nombre d'habitants quittent le territoire pour chercher du travail. En 1887, un complot planifiant une rébellion armée est découvert. En 1890, une querelle à propos de la contrebande entraîne un regain de violence et Christopher Flemming, un habitant de Long Look devient un héros local en s'opposant aux autorités. Dans tous les cas, des problèmes plus importants sont évités grâce au renforcement des autorités locales avec l'aide d'Antigua puis de Saint-Thomas en 1890.
Si cette violence est bien le reflet du désenchantement consécutif au déclin économique et au manque de services sociaux, il serait erroné de percevoir cette période comme l'« Âge obscur » de l'archipel. En effet, pour la première fois de son histoire, le territoire des îles Vierges britanniques connaît une croissance significative du nombre d'écoles. En 1875, 10 sont présentes sur les îles ce qui constitue un développement important car plus aucune institution d'enseignement ne fonctionnait à la suite de l'insurrection de 1853. En outre, en 1884, Fredrick Augustus Pickering devient le premier président noir des îles Vierges.
Il se retire en 1887 et en 1889, le titre de président est remplacé par celui de commissaire symbolisant une baisse importante des responsabilités administratives liées à ce poste. En outre, le Conseil législatif devient de moins en moins efficace et il évite de peu la dissolution en nommant deux figures locales populaires (Joseph Romney et Pickering) à des postes importants.

## Histoire moderne

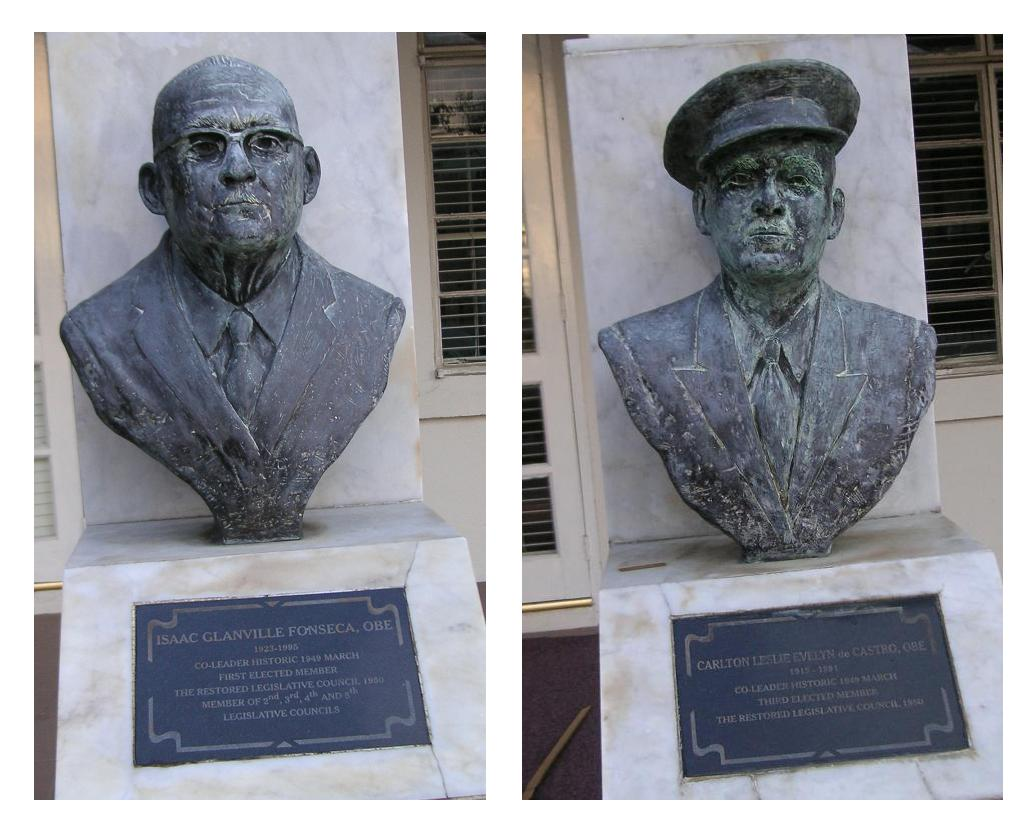
Les bustes d'Isaac Fonseca et Carlton de Castro à l'extérieur du bâtiment du Conseil législatif.

Toutefois, en 1901, le Conseil législatif est finalement dissout et les îles sont administrées par l'intermédiaire du Gouverneur des îles Leeward qui nomme un commissaire et un conseil exécutif. Le territoire des îles Vierges est alors peu prospère économiquement et les services sociaux sont tellement détériorés qu'ils en ont presque disparu. Le taux d'émigration y est très élevé et les migrants partent surtout à Saint-Thomas en République dominicaine. En outre, l'intérêt et l'aide apportés par le Royaume-Uni à cette époque s'avèrent très réduits.
En 1947, Théodore Faulkner, un autre grand personnage de l'histoire des îles Vierges britanniques émerge. C'est un pêcheur venant d'Anegada qui s'est installé à Tortola avec sa femme enceinte. Il entre en désaccord avec le médecin et plusieurs jours durant, il critique le gouvernement sur la place principale de la ville. Son charisme lui attire rapidement de nombreux soutiens. Bientôt, Isaac Fonseca et Carton de Castro s'imposent comme les meneurs d'une foule de 1 500 personnes marchant sur le bâtiment du Conseil exécutif pour présenter leurs doléances.

### Le « self-government »

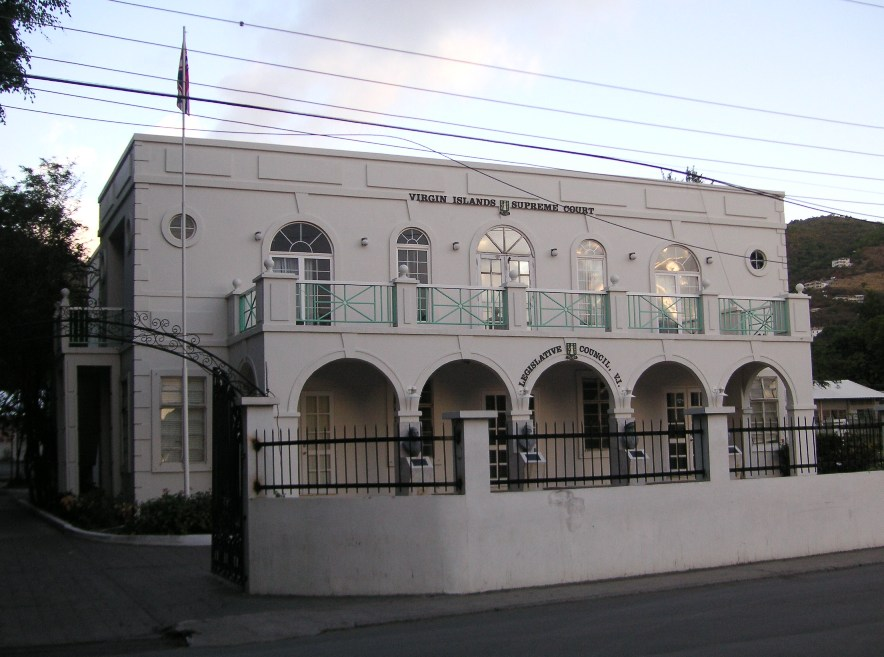
L'édifice du Conseil législatif.

Conséquence des manifestations de l'année précédente, le Conseil Législatif se reforme en 1950 avec une nouvelle Constitution. Le « retour » du Conseil législatif est souvent vu comme un élément mineur de l'histoire des îles Vierges (un simple évènement faisant partie du processus plus général conduisant au gouvernement constitutionnel de 1966 d'une toute autre importance) et la Constitution de 1950 est à l'époque vue comme une simple mesure transitoire. Pourtant, après avoir été privé de tout pouvoir de contrôle démocratique pendant près de 50 ans, le nouveau Conseil ne siège enfin plus inutilement. Les années 1950 sont aussi le théâtre de la modernisation et du développement économique de l'archipel. En 1951, de l'aide extérieure est acheminée par le bureau colonial du développement et de l'aide sociale pour aider les fermiers de l'archipel. En 1953, l'Hotel Aid Act est promulgué pour favoriser l'industrie touristique naissante. Jusqu'à 1958, l'archipel ne compte que 22 kilomètres de routes carrossables. Lors des douze années suivantes, le système routier est fortement amélioré et permet de lier West End à East End sur Tortola et de relier Tortola à Beef Island avec la construction d'un nouveau pont. L'aéroport de Beef Island (connu aujourd'hui sous le nom de Terrance B. Lettsome Airport) est construit peu après. Enfin, les autorités des îles Vierges britanniques envisagent la tenue d'un référendum sur une union éventuelle du territoire avec les îles Vierges américaines sous souveraineté américaine. Si Londres ne s'oppose pas au projet, il est peu probable que le Département d'Etat américain aurait accepté de devenir maître d'un territoire encore appauvri. Finalement, le référendum n'eut jamais lieu.
Les évènements se produisant dans les Caraïbes à cette époque ont aussi une influence sur l'évolution de l'archipel. Ainsi, en 1956, la Fédération des Îles-sous-le-Vent britanniques, dont font partie les îles Vierges britanniques, est abolie. Ce processus renforce le statut politique des îles Vierges britanniques. Dès lors, le Conseil législatif qui tient à conserver ses nouveaux pouvoirs refuse de devenir membre de la Fédération des Indes occidentales en 1958. Cette décision a ensuite une influence cruciale sur le développement de l'archipel comme place financière offshore.
En 1966, la nouvelle Constitution garantissant un transfert de pouvoirs accru entre en application après une décision du Conseil législatif. Des élections suivent en 1967 et le jeune Lavity Stoutt est élu comme premier Premier ministre des îles Vierges britanniques.

### Services financiers

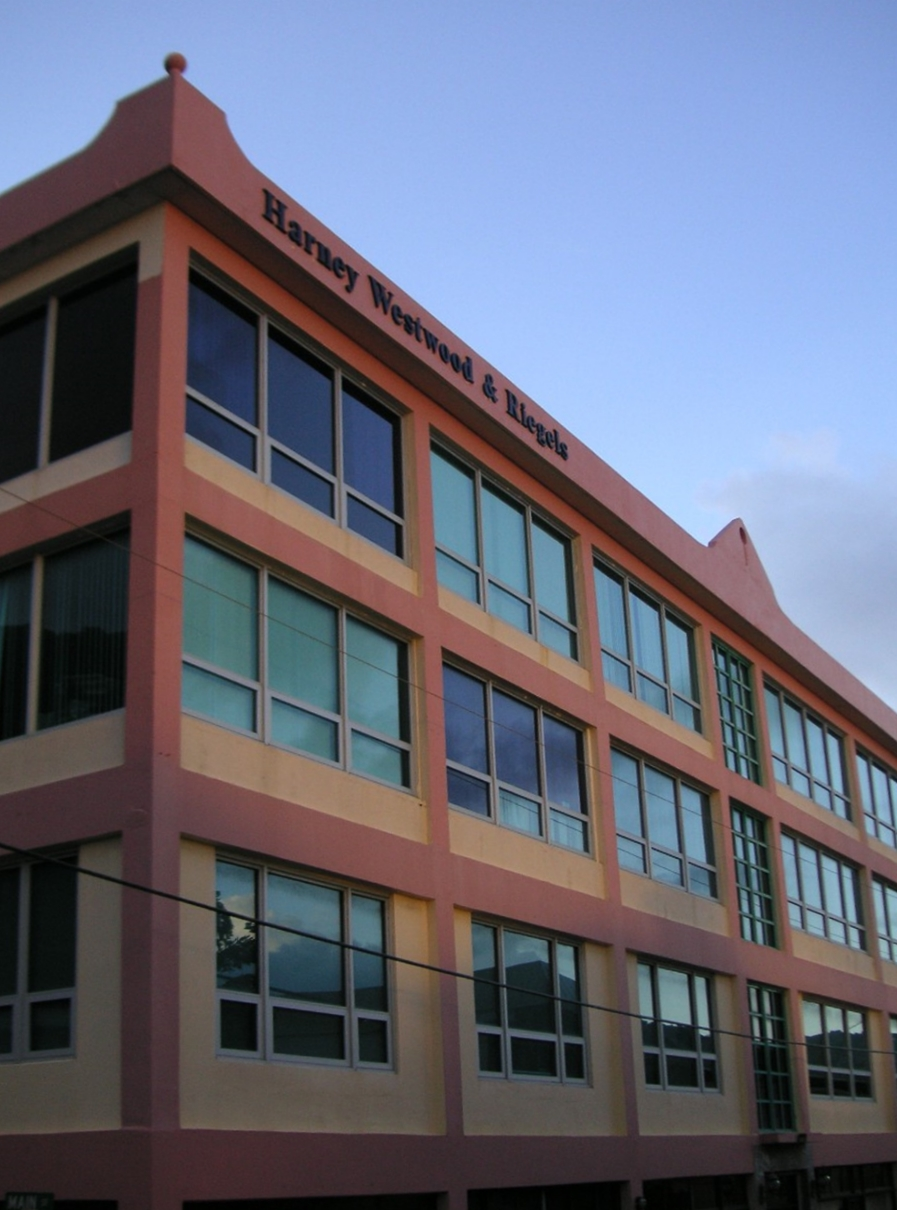
L'industrie des services financiers a permis à l'économie des îles de connaître une forte croissance.

À la fin du XXe siècle, les îles Vierges britanniques s'enrichissent considérablement avec l'avènement de l'industrie des services financiers offshore. Micheal Riegels, l'ancien président de la commission des services financiers du territoire affirme que cette nouvelle ère de l'histoire de l'archipel commence dans les années 1970 quand un juriste d'une entreprise de New York lui téléphone et lui propose de fonder une société aux îles Vierges pour bénéficier du traité de double dégrèvement fiscal avec les États-Unis. En l'espace de quelques années, des centaines de compagnies similaires sont créées aux îles Vierges britanniques. En réaction, le gouvernement américain rompt unilatéralement le traité en 1981.
En 2000, KPMG est chargé par le gouvernement britannique de faire un rapport sur l'industrie financière offshore et ce rapport indique que près de 41 % des sociétés offshores mondiales ont été créées aux îles Vierges britanniques. De fait, l'archipel est aujourd'hui l'un des paradis fiscaux les plus importants au monde et peut s'enorgueillir d'avoir l'un plus haut revenu par habitant des Caraïbes.

### Sources
- (en) Isaac Dookhan, A History of the British Virgin Islands,  (ISBN 0-85935-027-4).
- (en) Vernon Pickering, A Concise History of the British Virgin Islands, Falcon Publications International, 1987  (ISBN 0-934139-05-9).